# Martin Bovbjerg Mariegaard
Martin Mariegaard (født 1981) er en dansk basketballspiller, som er anfører og spillende assistenttræner for Svendborg Rabbits.
Martin Mariegaard har som seniorspiller optrådt for Bakken Bears, før han flyttede til Svendborg.